# Шестица новчића
Шестица новчића или Шестица пентакла је карта која се користи у картама латинске боје које укључују тарот шпилове . То је део онога што читачи тарот карата називају " Мала Аркана ". Тарот карте се користе широм Европе за играње тарот карташких игара .
У земљама енглеског говорног подручја, где су игре углавном непознате, тарот карте су се почеле користити првенствено у сврхе прорицања.

## Употреба прорицања
Трговац вага новац на ваги и дели га потребитима и невољницима, означавајући прерасподелу богатства и задовољства. Ова карта такође доводи у питање мотиве доброчинства и инхерентну динамику моћи, на пример, друштвена очекивања од примаоца да буду „захвални“ и да се понашају у складу са тим. Такође се поставља питање ко има користи од доброчинства, да ли је то прималац или давалац? Вага је симбол равнотеже или неравнотеже, у расподели богатства, ресурса и моћи, што се такође може тумачити као да указује на равнотежу или неравнотежу у личним односима.
Обрнута карта представља жељу, похлепу, завист, љубомору и илузију.